# Carl von Siebold

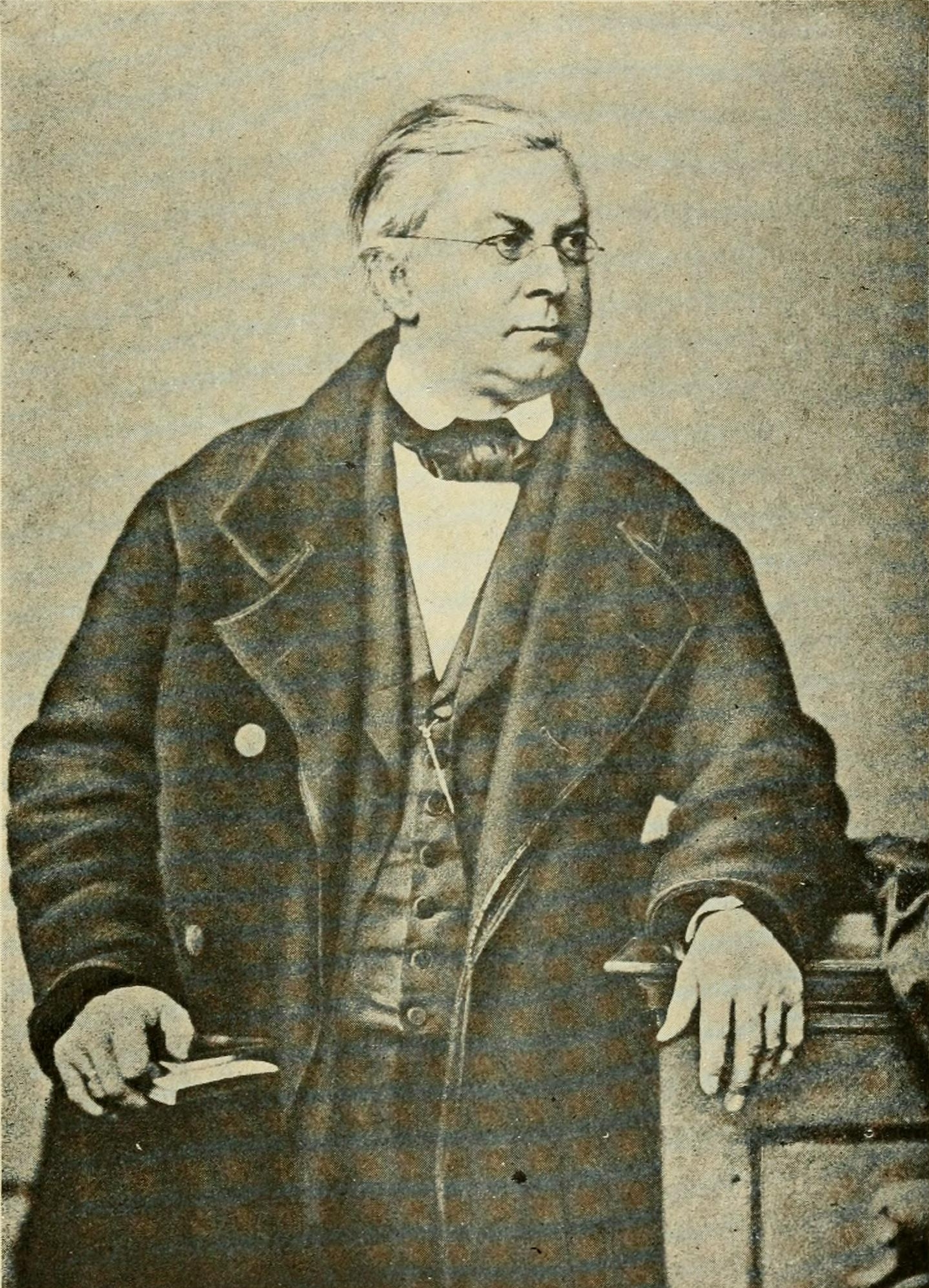
Carl von Siebold.

Carl Theodor Ernst von Siebold, född 16 februari 1804 i Würzburg, död 7 april 1885 i München, var en tysk läkare och zoolog. Han var son till Elias von Siebold och bror till Caspar von Siebold.
Siebold blev medicine doktor 1828 och var under flera år direktor för barnmorskeanstalten i Danzig, men studerade samtidigt zoologi. Han utnämndes 1840 till professor i detta ämne i Erlangen och 1845 i Freiburg im Breisgau. År 1850 blev han professor i fysiologi i Breslau och 1853 i jämförande anatomi och zoologi i München.
Han var en av sin tids främsta zoologer och gjorde viktiga upptäckter om de lägre djurens anatomi och fysiologi. Hans märkligaste förtjänster är uppställandet av djurtypen urdjur samt hans iakttagelser över partenogenes och över generationsväxlingen.
År 1849 startade han tillsammans med Albert von Kölliker tidskriften "Zeitschrift für wissenschaftliche Zoologie". Denna fick stor betydelse för zoologins utveckling genom att den i motsats till den artbeskrivande och faunistiska riktningen inom zoologin i första hand var inriktad på morfologi, histologi och embryologi, vilket på den tiden var ett stort framsteg och som gjorde tidskriften till en av de allra viktigaste inom zoologin.
Siebolds många (197) publikationer är införda i nämnda tidskrift samt i bland annat "Archiv für Naturgeschichte"; vidare märks Lehrbuch der vergleichenden Anatomie der wirbellosen Thiere (1848). Han blev ledamot av svenska Vetenskapsakademien 1856. Auktorsnamnet C.Siebold kan användas för Carl von Siebold i samband med ett vetenskapligt namn inom botaniken; se Wikipediaartiklar som länkar till auktorsnamnet.